# Helge Ericson
Gustaf Helge Ericson, född 16 mars 1890 i Borås, död 14 augusti 1953 i Oscars församling, Stockholm, var en svensk ingenjör, ämbetsman och företagsledare.

## Biografi
Ericson utexaminerades från Kungliga Tekniska högskolan 1912 och anställdes 1913 vid Telegrafverket, där han 1918 blev linjeingenjör och 1920 förste byråingenjör vid Telegrafstyrelsen. Han var 1928–1930 anställd vid L.M. Ericsson innan han 1930 återkom som verkstadsdirektör vid Telegrafverket. 1939–1942 var han Telegrafverkets generaldirektör och 1942 – 9 juni 1953 verkställande direktör för L.M. Ericsson. Han tvingades lämna VD-posten på grund av sjukdom och avled några månader senare.
Han var även ordförande för Industriförbundet samt ordförande i Sveriges elektroindustriförening 1944–1946.
Ericson invaldes år 1941 som ledamot av Ingenjörsvetenskapsakademien.